# Штадтпарк (станція метро)
48°12′10″ пн. ш. 16°22′46″ сх. д. / 48.2027° пн. ш. 16.3794° сх. д.
«Штадтпарк» (нім. Stadtpark, в перекладі — Міський парк) — станція Віденського метрополітену, розміщена на лінії U4 між станціями «Карлс-плац» і «Ландштрасе».
Відкрита в 1899 році як станція штадтбану, в 1978 році як станція метро.